# Линъюнь
Линъю́нь (кит. упр. 凌云, пиньинь Língyún) — уезд городского округа Байсэ Гуанси-Чжуанского автономного района (КНР). 

## История
Уезд был создан во времена империи Цин в 1728 году. В 1935 году из уезда Линъюнь был выделен уезд Лэе, и ещё часть земель была передана в состав нового уезда Тяньси.
После вхождения этих мест в состав КНР в конце 1949 года был образован Специальный район Байсэ (百色专区), и уезд вошёл в его состав. В декабре 1952 года в провинции Гуанси был создан Гуйси-Чжуанский автономный район (桂西壮族自治区), и Специальный район Байсэ вошёл в его состав, при этом уезды Линъюнь и Лэе были объединены в уезд Линлэ (凌乐县). В 1956 году Гуйси-Чжуанский автономный район был переименован в Гуйси-Чжуанский автономный округ (桂西僮族自治州). В 1958 году автономный округ был упразднён, а вся провинция Гуанси была преобразована в Гуанси-Чжуанский автономный район.
В 1962 году был расформирован уезд Линлэ и воссозданы уезды Линъюнь и Лэе.
В 1971 году Специальный район Байсэ был переименован в Округ Байсэ (百色地区).
Постановлением Госсовета КНР от 2 июня 2002 года округ Байсэ был преобразован в городской округ.

## Административное деление
Уезд делится на 3 посёлка, 1 волость и 4 национальные волости.

## Экономика
В сельской местности развиты шелководство, птицеводство, выращивание шелковицы, грибов и овощей, виноделие и «зелёный» туризм.